# Saraia, Pazardjik
Saraia (în bulgară Сарая) este un sat în comuna Pazardjik, regiunea Pazardjik,  Bulgaria. 

## Demografie
Componența etnică a satului Saraia
     Bulgari (79,42%)
     Romi (18,65%)
     Nicio identificare (1,69%)
     Altele (0,95%)
La recensământul din 2011, populația satului Saraia era de 1.356 locuitori. Din punct de vedere etnic, majoritatea locuitorilor (79,42%) erau bulgari, cu o minoritate de romi (18,65%). Pentru 1,69% din locuitori nu este cunoscută apartenența etnică.